# ガイウス・フォンテイウス・カピト (紀元前33年の補充執政官)
ガイウス・フォンテイウス・カピト（ラテン語: Caius Fonteius Capito、生没年不明）は紀元前1世紀中期・後期の共和政ローマの政治家・軍人。紀元前33年に補充執政官（コンスル・スフェクトゥス）を務めた。

## 出自
カピトはほぼ無名のプレブス（平民）であるフォンテイウス氏族で、先祖はトゥスクルムの出である。氏族はヤーヌスの子であるフォントゥスの子孫と称していた。氏族が歴史に登場するのは紀元前3世紀で、第二次ポエニ戦争の際にプブリウス・コルネリウス・スキピオ（スキピオ・アフリカヌスの父）隷下のレガトゥス（副司令官）の中にティベリウス・フォンテイウスの名前がある。
カピトの父のプラエノーメン（第一名）もガイウスであることが分かっている。

## 経歴
カピトは先祖に高位政務官職就任者を持たないノウス・ホモで、マルクス・アントニウスの支持者であった。紀元前39年には護民官に就任したと思われ、また何らかの神官職にも就いていたようだ。紀元前38年、アントニウスはカピトを東方属州の一つの造幣官に任命し、カピトはアンニウスと妻である小オクタウィアの肖像画描かれたコインを鋳造している。
紀元前37年、アントニウスとオクタウィアヌスの間で緊張が高まっていた頃、カピトはローマを離れていたアントニウスのイタリアでの代理人を務めていた。オクタウィアヌスとの交渉の結果、カピトはガイウス・マエケナス、ルキウス・コッケイウス・ネルウァ、それにホラティウスやウェルギリウスを含む詩人たちと共に、ブルンディシウムまで赴き、アントニウスと状況を話し合い、タレントゥムの盟約の下地を作った。
最初の条約交渉を終えたアントニウスは、紀元前37年の秋にカピトをエジプトに派遣した。カピトは女王クレオパトラ7世を護衛して、アントニウスが根拠地としていたシリア属州のアンティオキアに向かった。到着したのは、紀元前37から紀元前36年にかけての冬だった。
紀元前33年、カピトは離職した正規執政官ルキウス・ウォルカキウス・トゥッルスの後を受けて、補充執政官に就任した。カピとは5月から6月または8月まで補充執政官を務め、クィントゥス・ラロニウスに引き継いだ。

## 子孫
西暦12年の執政官ガイウス・フォンテイウス・カピトは息子である。

## 参考資料

### 古代の資料
- プルタルコス『対比列伝』
- ティトゥス・リウィウス『ローマ建国史』
- クィントゥス・ホラティウス・フラックス『風刺詩』

### 研究書
- Broughton, T. Robert S., The Magistrates of the Roman Republic, Vol II (1952)
- Broughton, T. Robert S., The Magistrates of the Roman Republic, Vol III (1986)
- Münzer F. Fonteius // Paulys Realencyclopädie der classischen Altertumswissenschaft . - 1909.